# Marquesat de Vega de Armijo
El Marquesat de la Vega de Armijo és un títol nobiliari espanyol creat pel rei Carles II en 1679 a favor de Fernando Antonio Mesía de la Cerda y Angulo, 7è senyor de la Vega de Armijo, cavaller de l'Orde de Calatrava i Veinticuatro de Còrdova. Va ser concedit amb la denominació de marquesat de la Villa de la Vega de Armijo, ja que feia referència a un repartiment de jurisdicció senyorial a la comarca de l'Alto Guadalquivir, actualment un mas al municipi andalús de Montoro, a la província de Còrdova.
Els marquesos de la Vega de Armijo amb més rellevància històrica van ser Pedro Mesía de la Cerda (1700-1783), que va ser virrei de Nova Granada, i Antonio Aguilar y Correa (1824-1908), president del govern d'Espanya durant el regnat d'Alfons XIII.

## Senyors de la Vega de Armijo

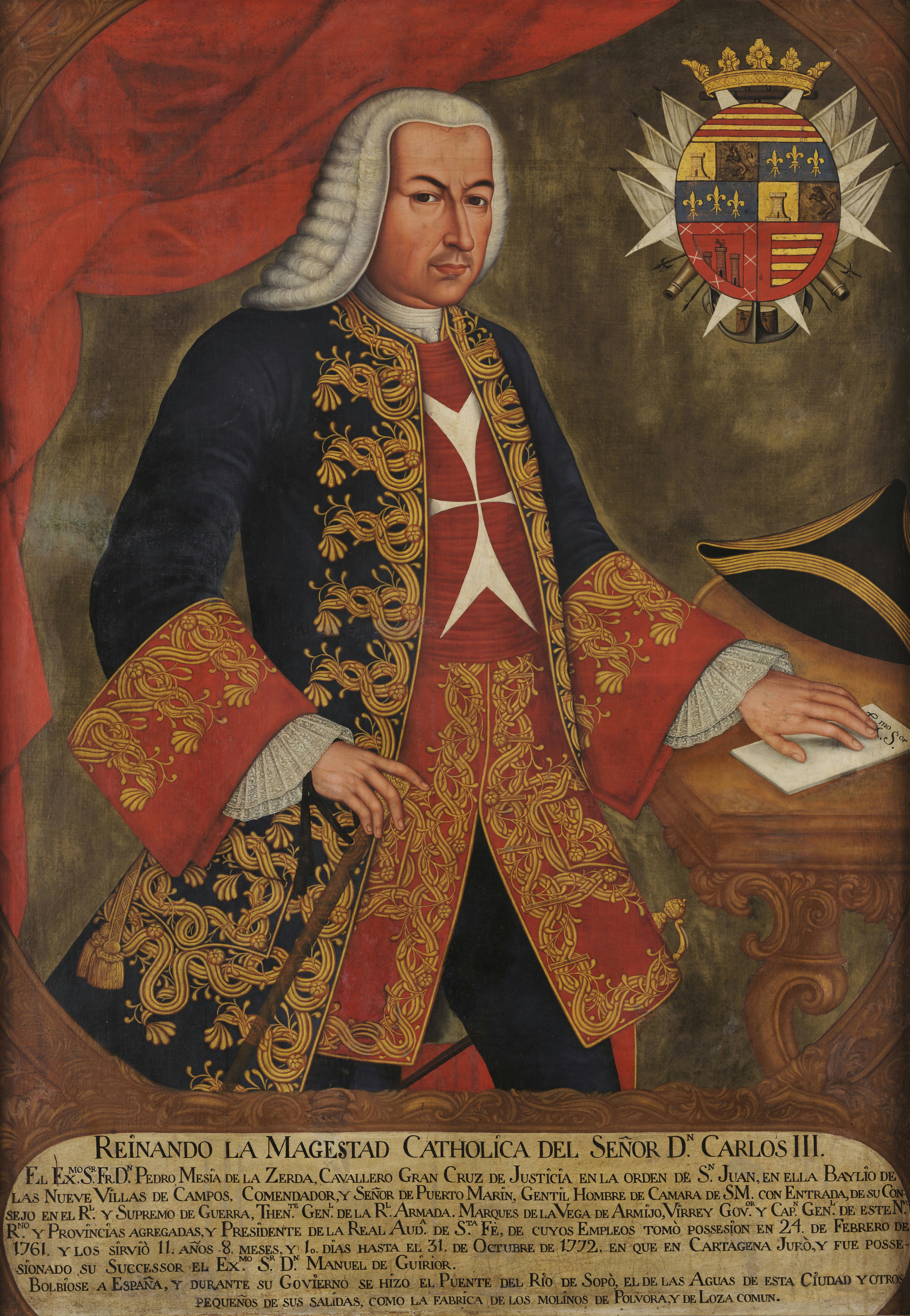
Pedro Messía de la Cerda, V marquès de la Vega de Armijo, virrei de Nueva Granada de 1760 a 1772.

- Luis Mesía, I Senyor de la Vega de Armijo;
- Juan Mesía de la Cerda, II Senyor de la Vega de Armijo;
- Fernando Mesía de la Cerda y Cabrera, III Senyor de la Vega de Armijo;
- Luis Mesía de la Cerda, IV Senyor de la Vega de Armijo;
- Fernando Mesía de la Cerda, V Senyor de la Vega de Armijo;
- Rodrigo Mesía de la Cerda, VI Senyor de la Vega de Armijo.

## Marquesos de la Vega de Armijo

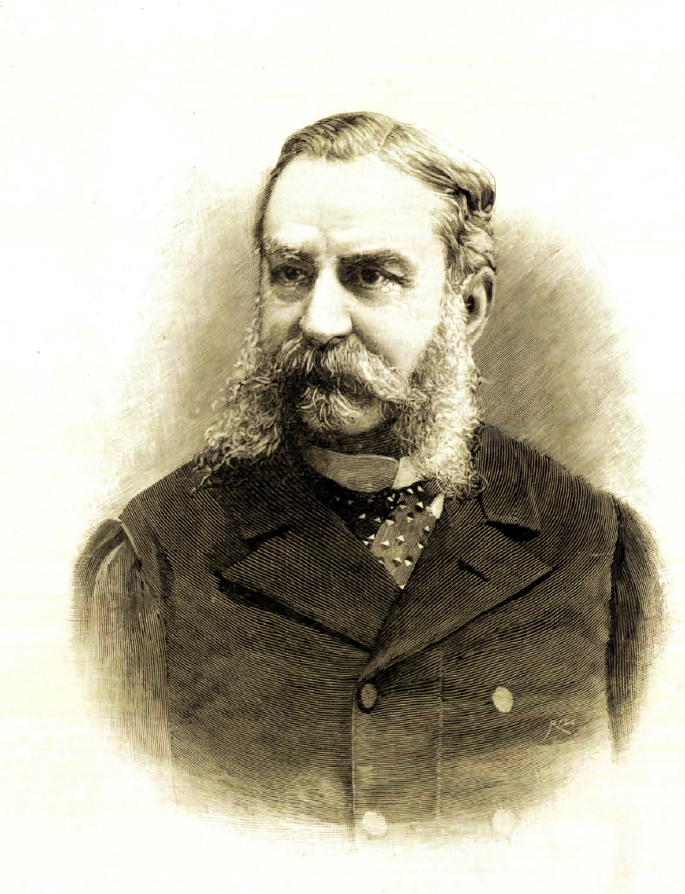
Antonio de Aguilar y Correa, VIII marquès de la Vega de Armijo, ministre d'estat de 1888 a 1890 i president del govern d'Espanya de 1906 a 1907.

- Fernando Mesía de la Cerda, I Marquès de la Vega de Armijo;
- Luis Mesía de la Cerda, II Marquès de la Vega de Armijo;
- Fernando Mesía de la Cerda, III Marquès de La Vega de Armijo;
- Francisco Mesía de la Cerda, IV Marquès de La Vega de Armijo;
- Pedro Mesía de la Cerda, V Marquès de La Vega de Armijo;
- José de Aguilar y Narváez, VI Marquès de la Vega de Armijo;
- Antonio de Aguilar y Fernández de Córdoba, VII Marquès de la Vega de Armijo;
- Antonio Aguilar y Correa, VIII Marquès de la Vega de Armijo;
- Carlos de Aguilar y Martínez, IX Marquès de la Vega de Armijo;
- Carlos de Aguilar y Marín, X Marquès de la Vega de Armijo;
- Rafael de Aguilar y Molleja, XI Marquès de la Vega de Armijo.